# Inocybe umbratica
Inocybe umbratica Lucien Quélet, 1884) din încrengătura Basidiomycota, în familia Inocybaceae și de genul Inocybe este o specie rară de ciuperci otrăvitoare care coabitează, fiind un simbiont micoriza (formează micorize pe rădăcinile arborilor). Un nume popular nu este cunoscut. În România, Basarabia și Bucovina de Nord trăiește de la câmpie la munte, pe sol acru, în grupuri, în păduri umbroase de conifere, mai ales sub molizi precum la margini de drumuri forestiere. Timpul apariției este din (iunie) iulie până în octombrie (noiembrie).

## Taxonomie

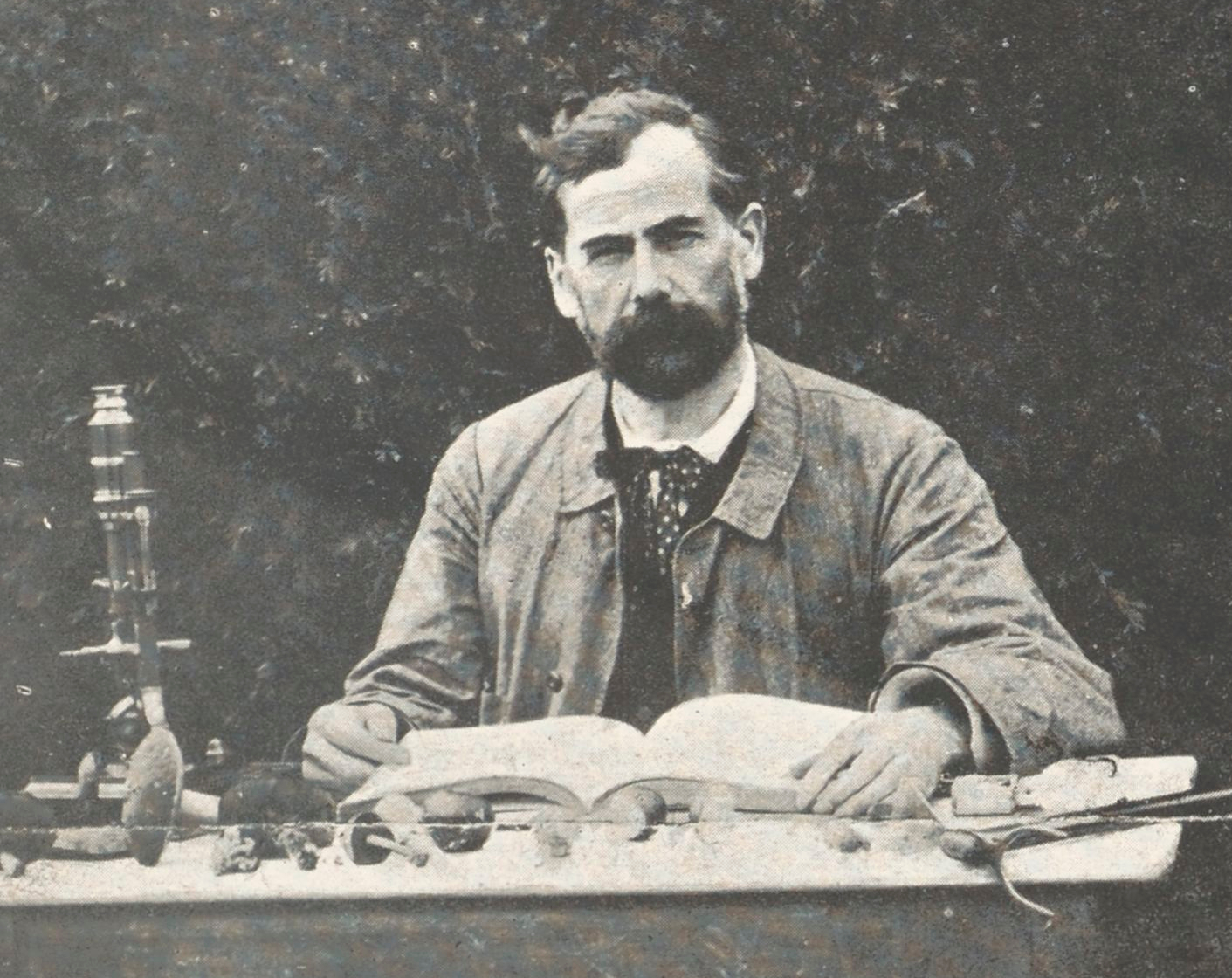
Lucien Quelet

Numele binomial a fost determinat drept Inocybe umbratica de renumitul micolog francez Lucien Quélet în volumul 12 al jurnalului științific Comptes Rendus de l´Association Française pour l´Avancement des Sciences din 1884, fiind și numele curent valabil (2021).
Taxonii Inocybe umbratica f. aurantiaca a micologului japonez Takahito Kobayashi din 2002 și Inocybe paludinella var. umbratica a micologului german Andreas Gminder din 2010 sunt acceptați sinonim, pe când denumirea renumitului micolog italian Giacomo Bresadola din 1884 nu mai este uzată.  
Epitetul specific este derivat din cuvântul latin (latină umbraticus=situat în umbră, trăind comod/confortabil), datorită habitatului în care se dezvoltă. 

## Descriere

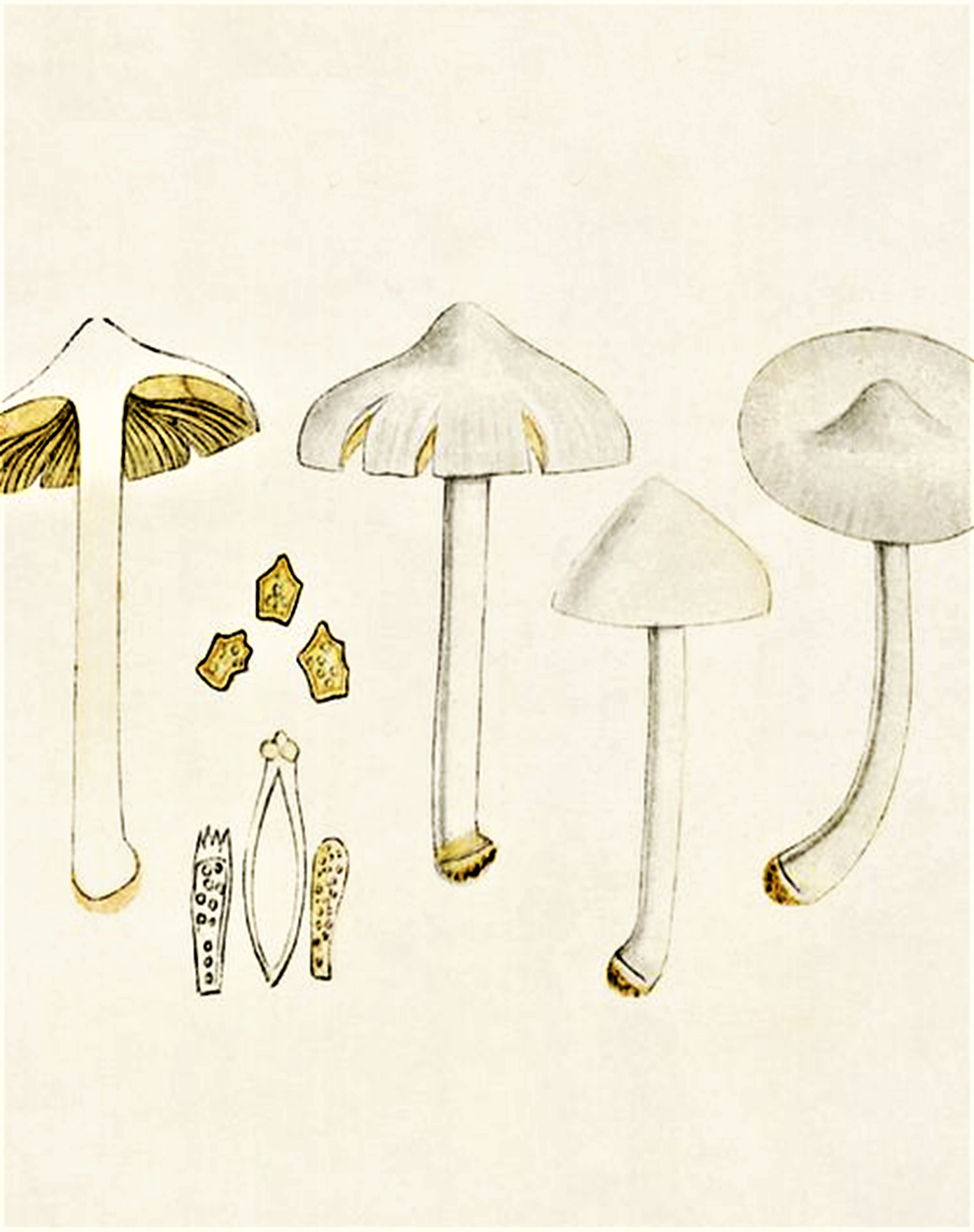
Bres.: Inocybe umbratica

- Pălăria: cu un diametru de 2,5-4 (5) cm este subțire cu o grosime maximală de 1 cm, destul de fibroasă, inițial conică sau ca de clopot cu o cocoașă lată și pronunțată, mai târziu mai mult sau mai puțin plat convexă cu o cocoașă turtit-ascuțită și cu crăpături scurte, cuneiforme. Marginea la început îndoită spre interior, în vârstă spre exterior, are un aspect slab zdrențuros. Cuticula uscată, adesea doar neted-mătăsoasă poate fi și dens pâsloasă până fin lânoasă. Coloritul rămâne pentru mult timp mai mult sau mai puțin alb opac, pentru a se decolora la bătrânețe până la gri-bej cu nuanțe gălbuie mai ales în centru.
- Lamelele: sunt destul de subțiri și aglomerate, intercalate precum aderate la picior cu un dinte. Coloritul mai întâi albui până gri-albicios cu o tentă gălbuie, devine odată cu vârsta bej sau palid gri-brun cu nuanțe măslinii. Muchiile netede cu multe gene fine albicioase se ondulează slab la bătrânețe.
- Piciorul: de 3-5 (6) înălțime și de 0,4-0,5 cm grosime este cilindric, uneori slab îndoit în partea de jos, fibros și plin pe dinăuntru, cu baza numai foarte puțin umflată, dar astfel de puternic întrețesută cu un fetru miceliar, că simulează un aspect de bulb. Suprafața netedă este brumată dens în deplin. Coloritul inițial alb devine la bătrânețe ceros. Nu prezintă un inel.
- Carnea: destul de robustă și fibroasă, de colorit alb până crem-albicios care se decolorează la bază galben după tăiere, având un miros pământos, prăfos, slab spermatic, și un gust blând. Ea conține muscarină.[3][4]
- Caracteristici microscopice: are spori netezi, de colorit ocru, colțuros-stelați, cu o mărime de 7,2-8,9 x 5,1-6,7 microni. Pulberea lor este asemănătoare argilei sau a tutunului. Basidiile clavate cu preponderent 4 sterigme fiecare măsoară 20-55 x 6-7 microni. Cistidele (elemente sterile situate în stratul himenal sau printre celulele din pielița pălăriei și a piciorului, probabil cu rol de excreție) de 40 (50)-45 (65) x 12 (13)-14 (20) microni cu pereți foarte groși (până la 5 µm) sunt fusiform-ventricoase, vârfurile fiind de culoare deschis maronie în formă de ciucuri cu incrustații apicale. Cheilocistidele (elemente sterile situate pe muchia lamelor) și pleurocistidele (elemente sterile situate în himenul de pe fețele lamelor) cu aspect aproape identic și ei cu pereți galbeni, groși de până la 5 µm care se subțiază spre bază măsoară 35-50 x 10-14-(16) microni, paracistidele (cistide numai puțin diferențiate de pe muchiile lamelor) numeroase fiind alungit clavate. Caulocistidele (cistide situate la suprafața piciorului) similare cu cheilocistidele cu o dimensiune de 35-45-50 x 10-13-(16) microni, prezente la baza piciorului, sunt situate între celule lunguiețe sau în formă de balon.[10][5]
- Reacții chimice: nu sunt cunoscute.[11]

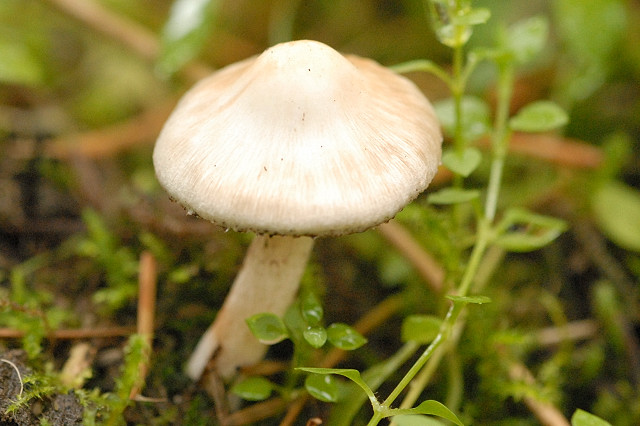
I. umbratica, aspect lateral
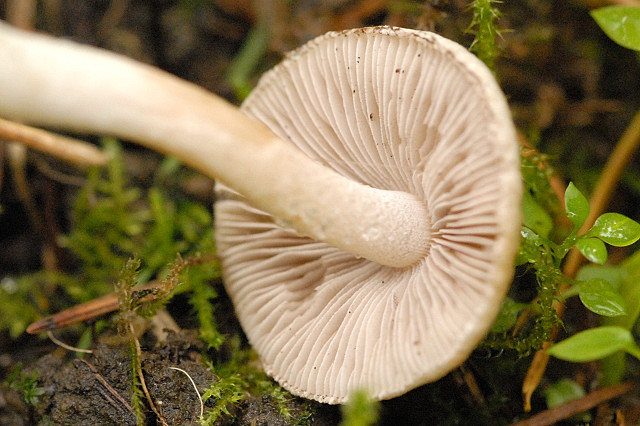
I. umbratica, lamele și picior

## Confuzii
Ciuperca și variațiile ei pot fi confundate în mod normal numai cu alte specii otrăvitoare de genul Inocybe, ca de exemplu: Inocybe cookei, Inocybe fibrosa, Inocybe geophylla (otrăvitoare), Inocybe hirtella, Inocybe pudica, Inocybe rimosa, Inocybe sambucina (posibil letală), Inocybe sindonia (posibil letală), Inocybe squamata sau Inocybe whitei, dar, de asemenea, cu comestibilele Agrocybe dura, Hygrophorus eburneus, și Tricholoma columbetta precum cu necomestibilele Entoloma excentricum, și Tricholoma album sau cu otrăvitoarea Hebeloma crustuliniforme.

## Specii asemănătoare în imagini

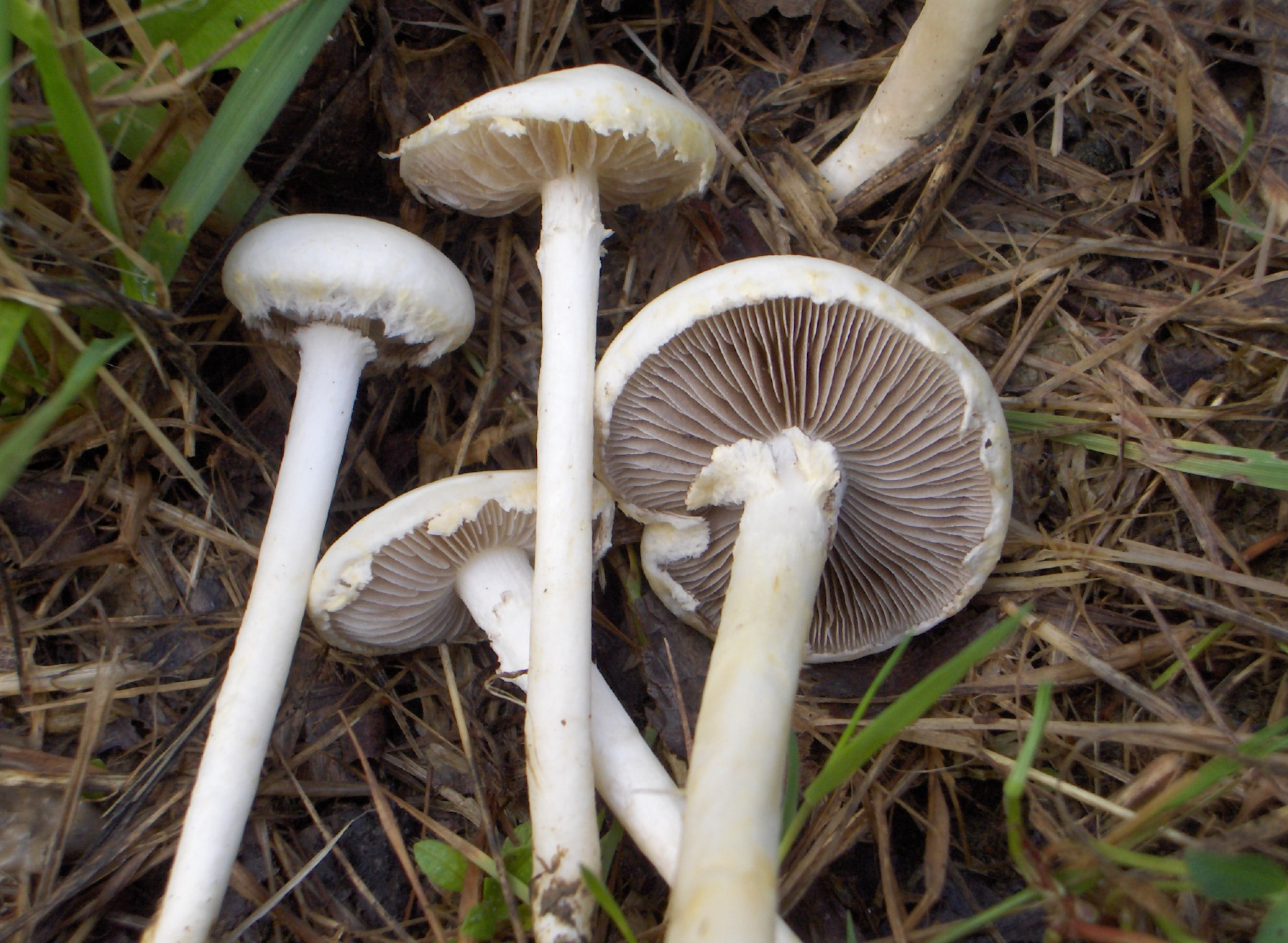
Agrocybe dura
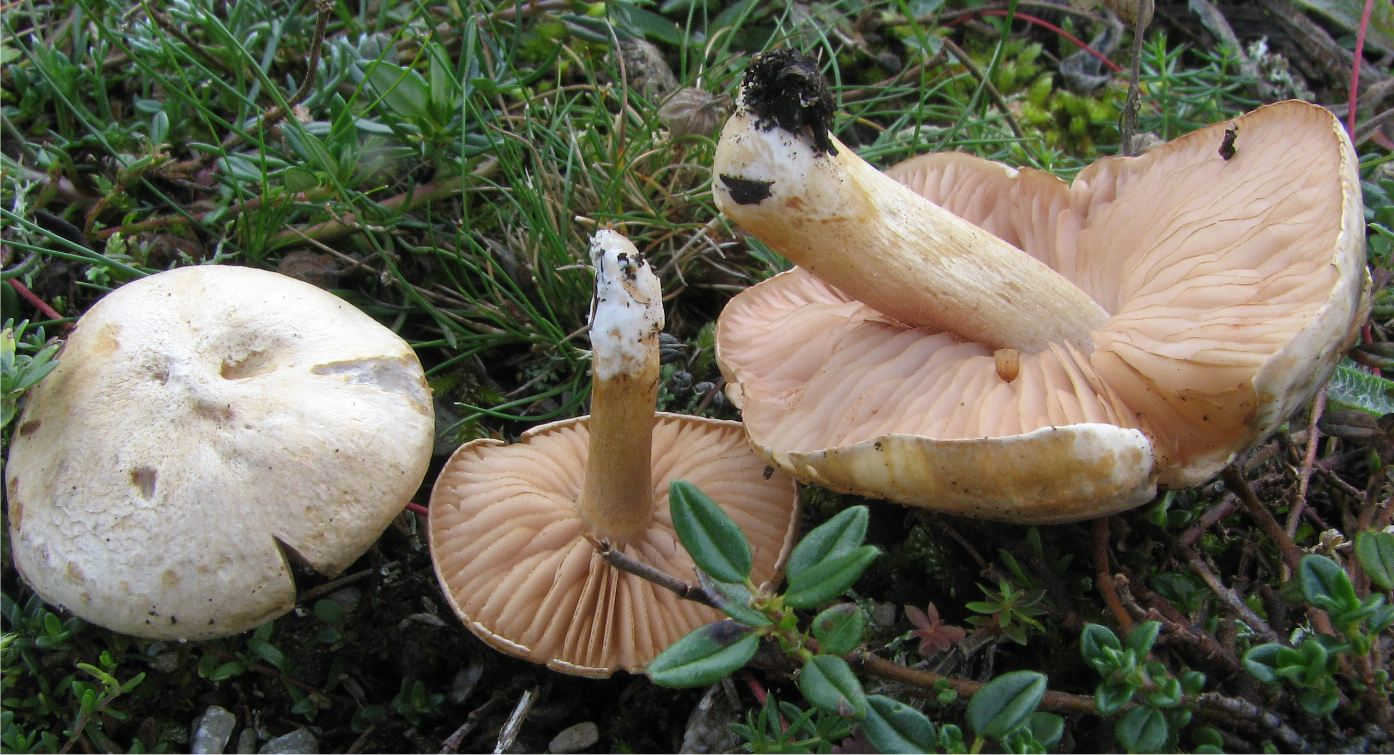
!Entoloma excentricum!
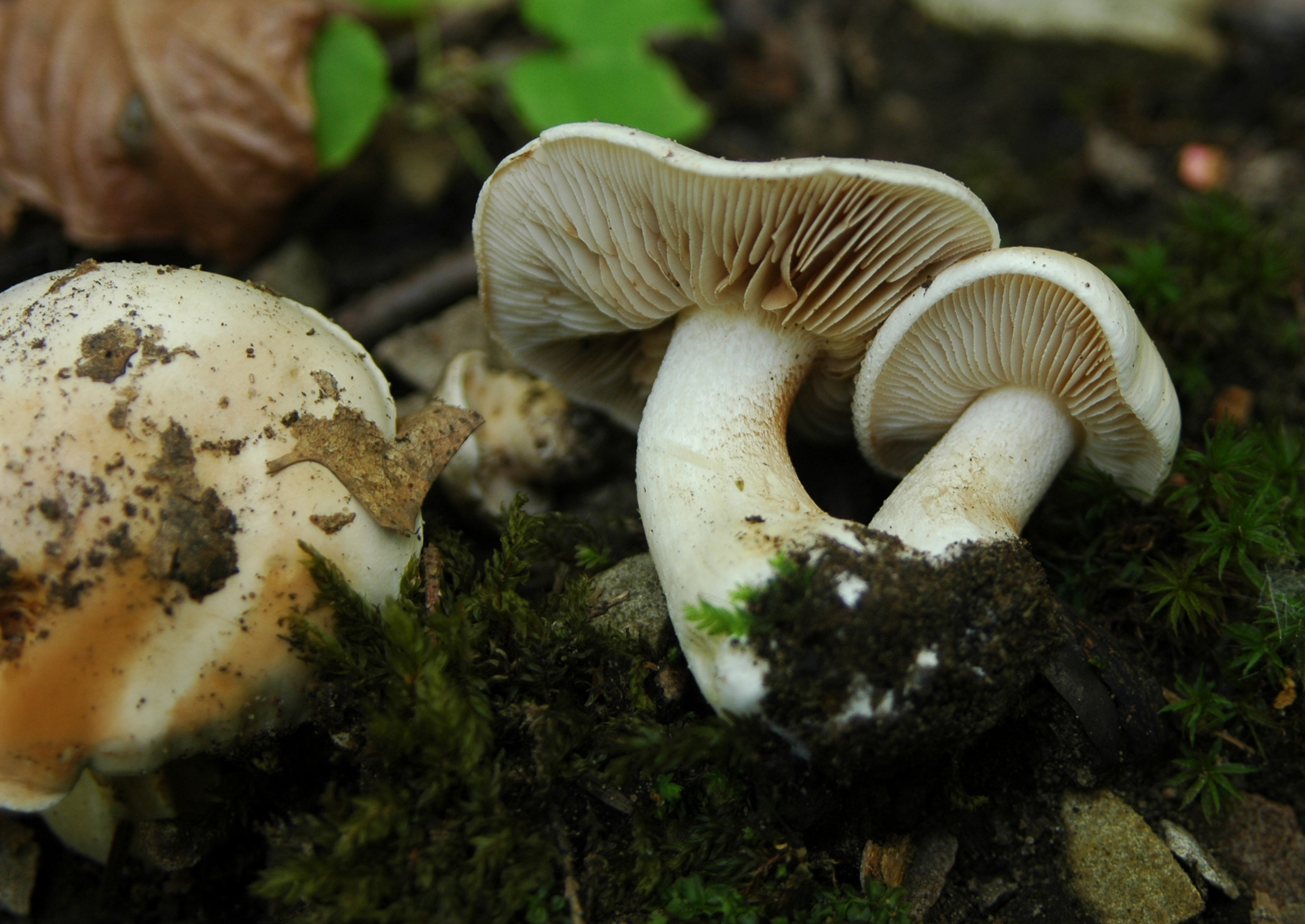
!!Hebeloma crustuliniforme!!
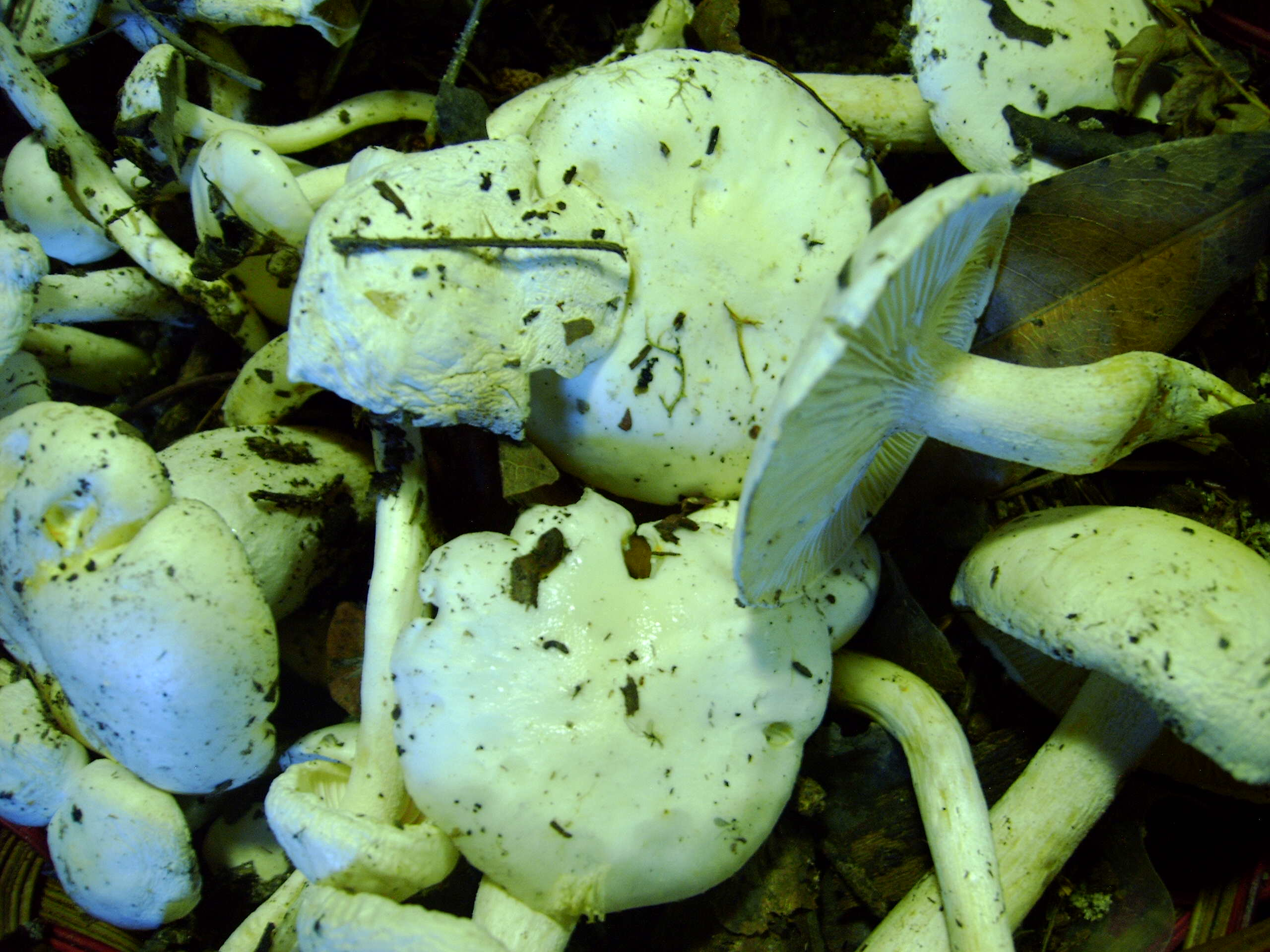
Hygrophorus eburneus
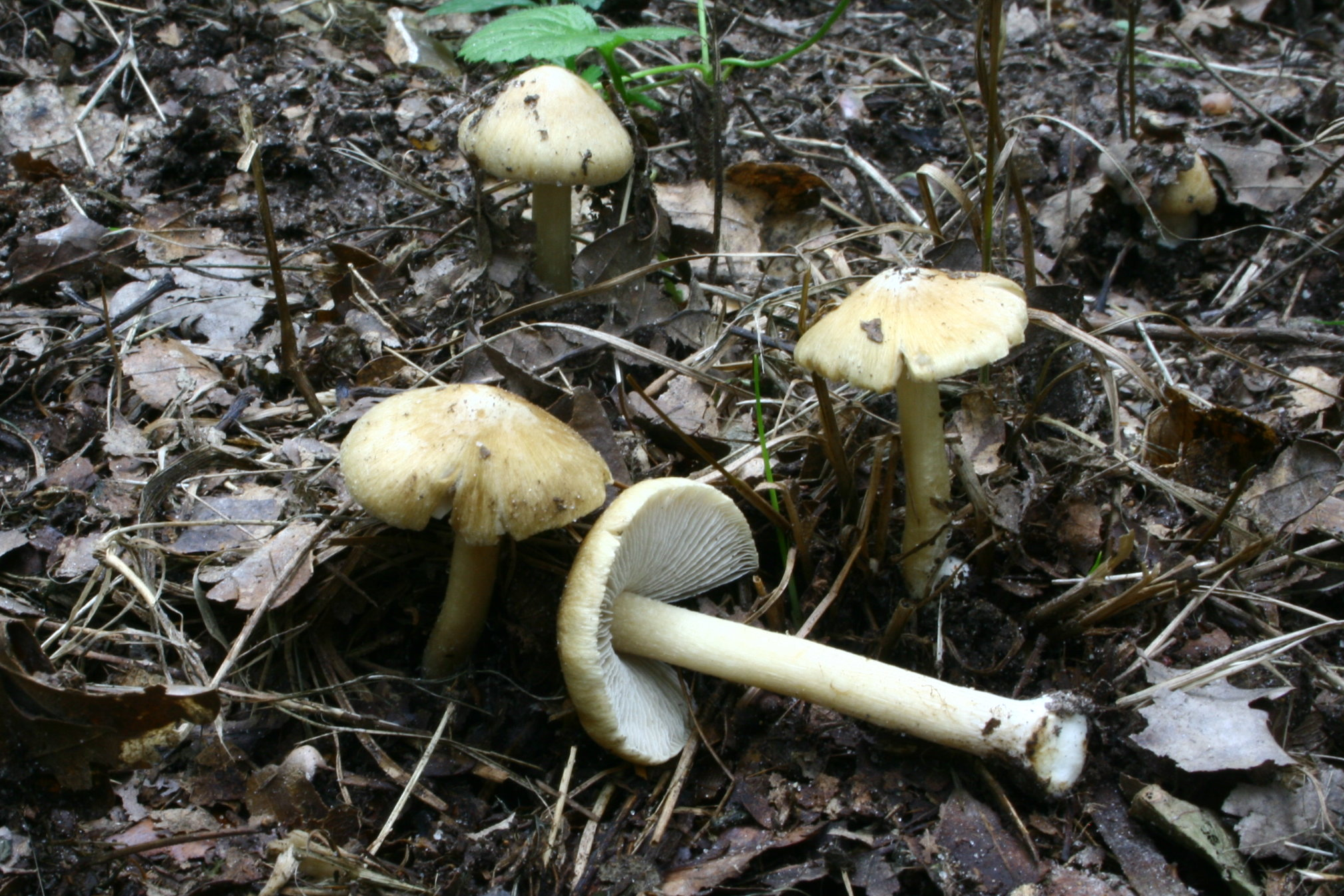
!!Inocybe cookei!!
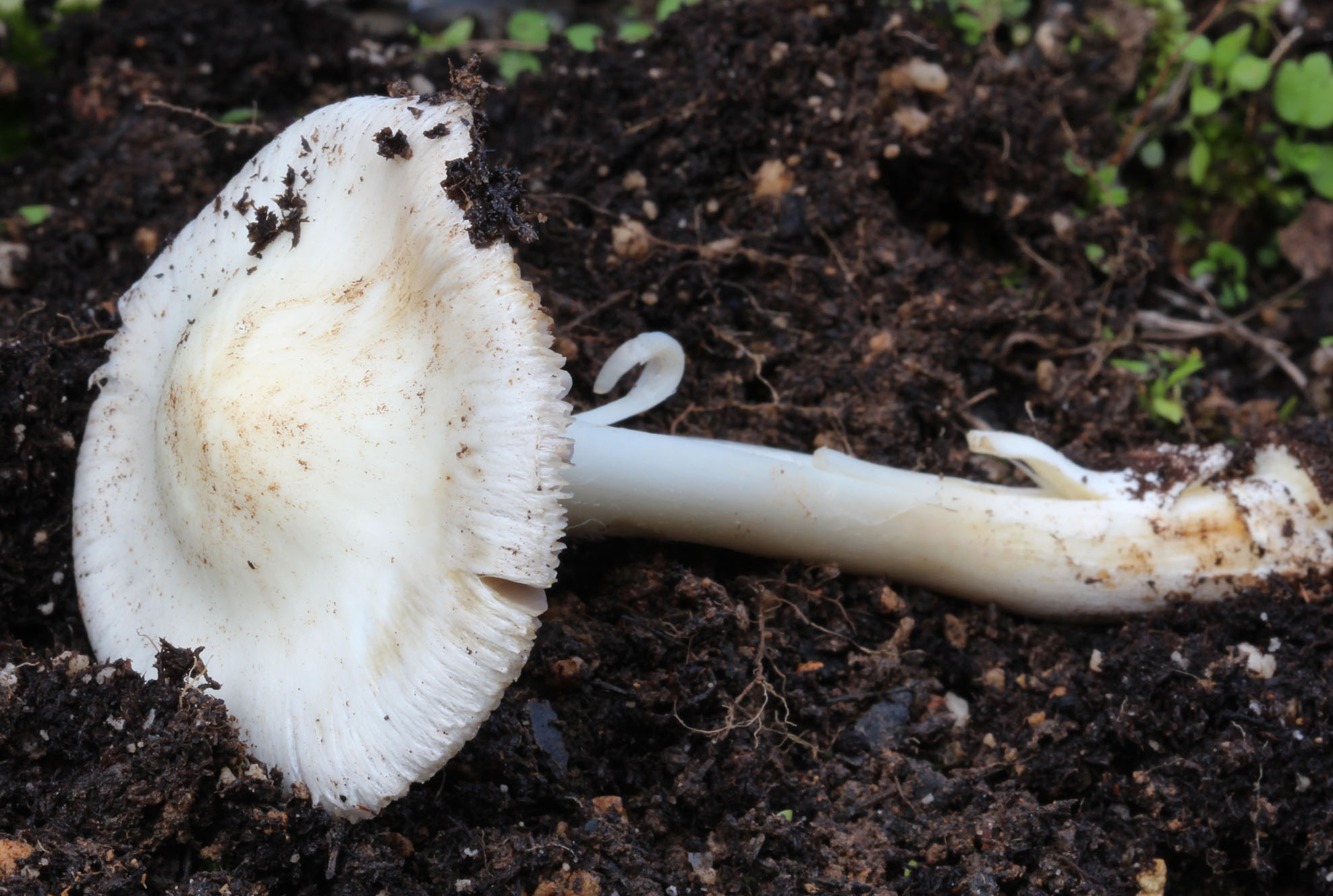
!!!Inocybe fibrosa!!!
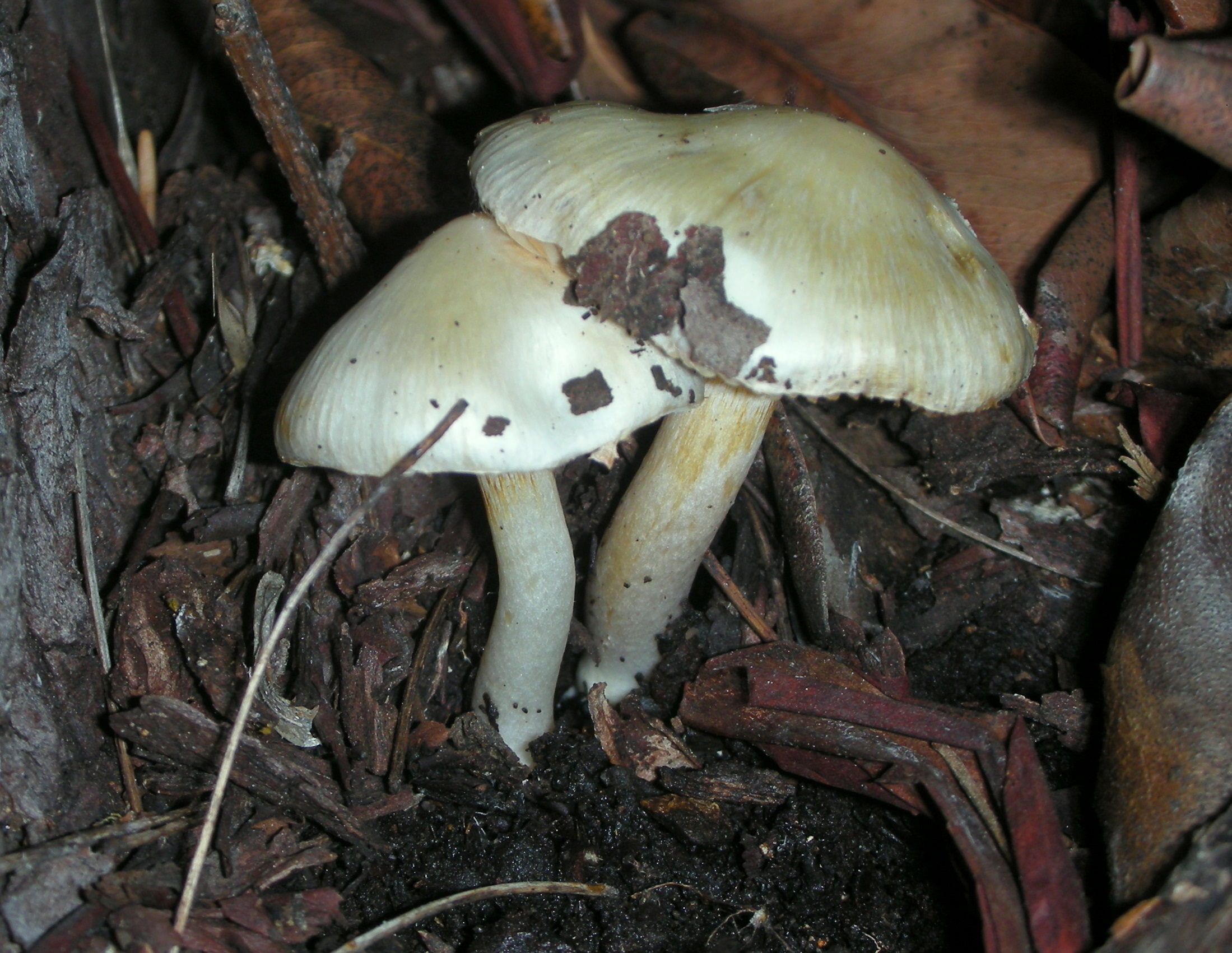
!!Inocybe geophylla!!

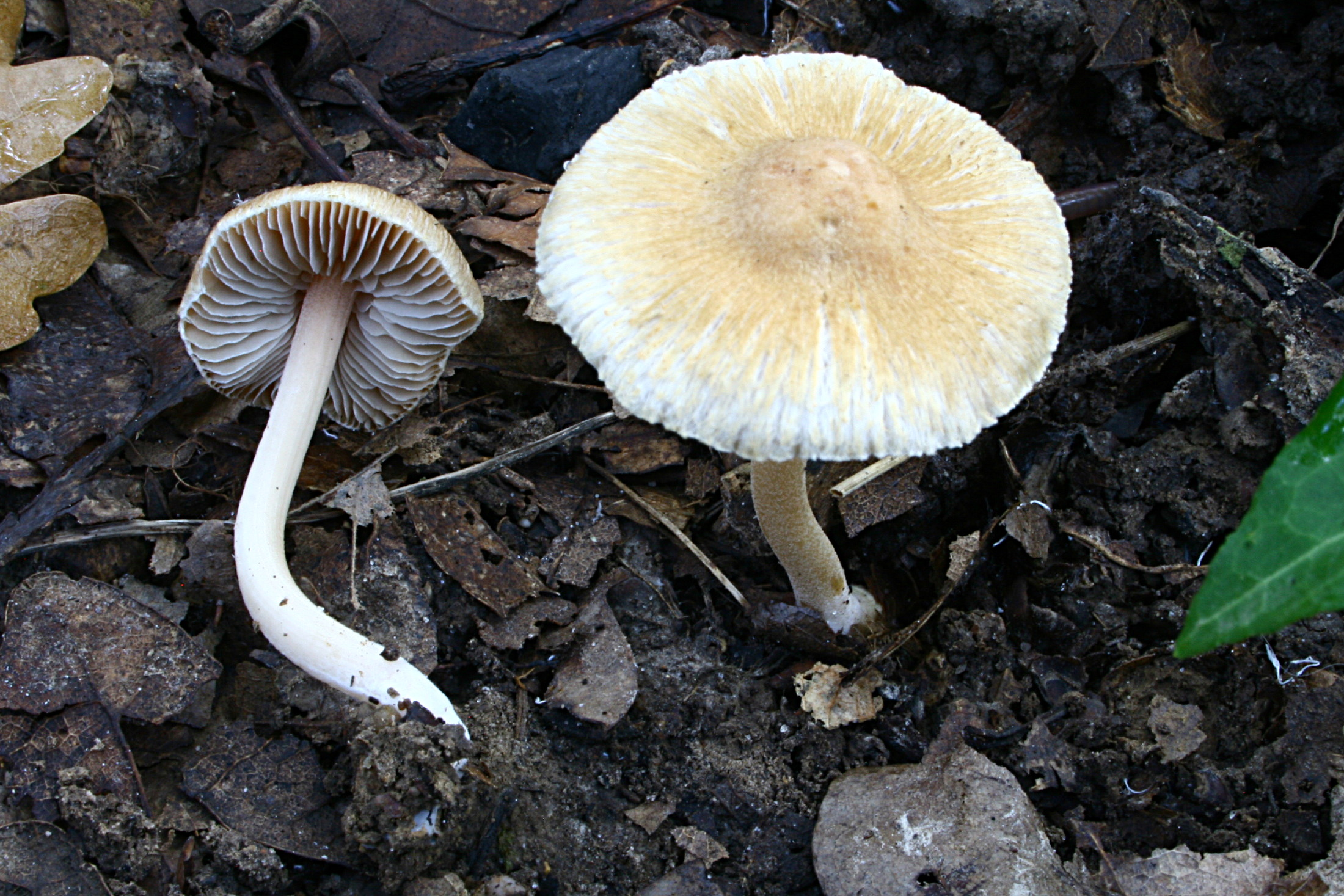
!!!Inocybe hirtella!!!
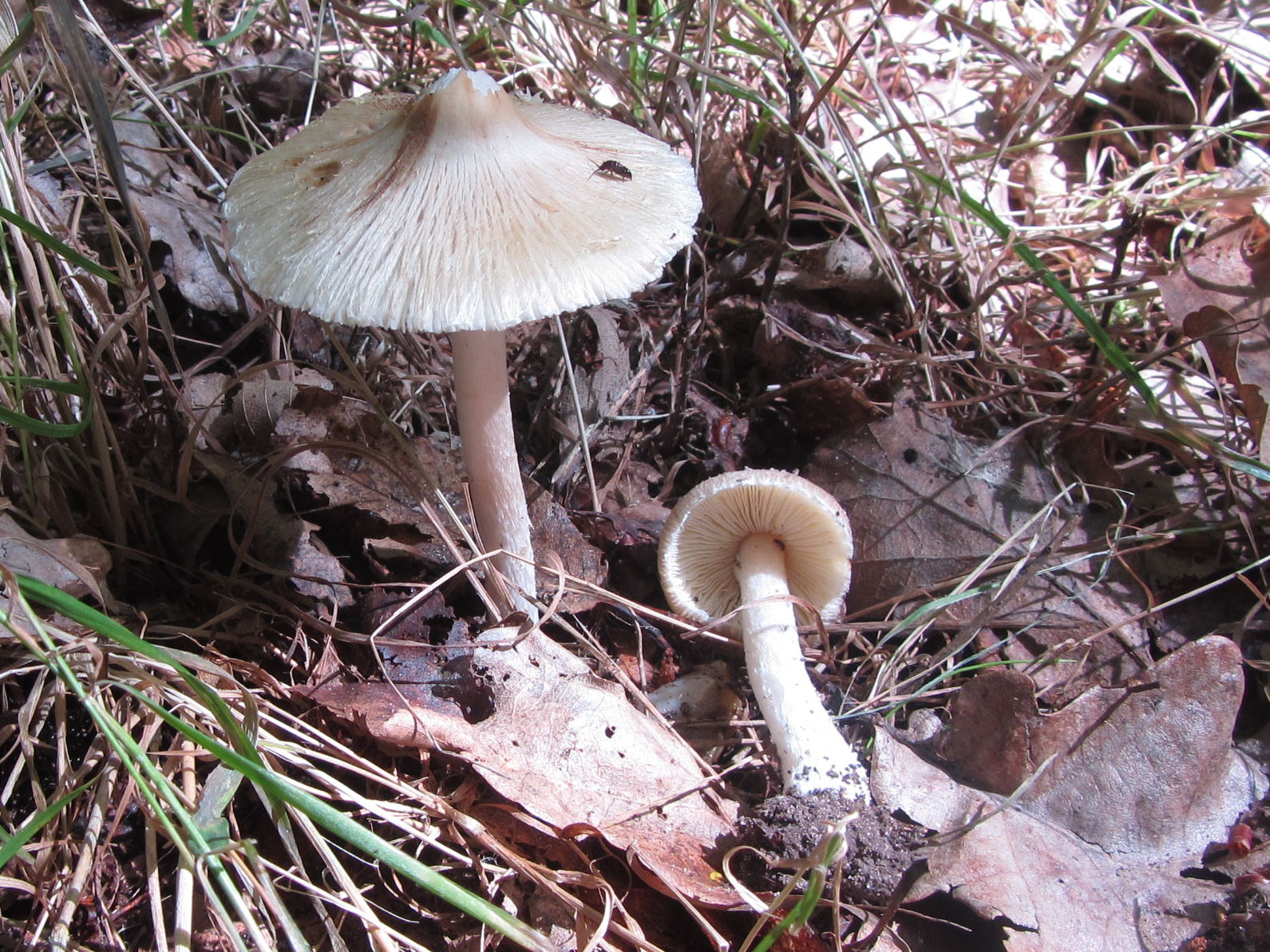
!!!Inocybe.rimosa!!!
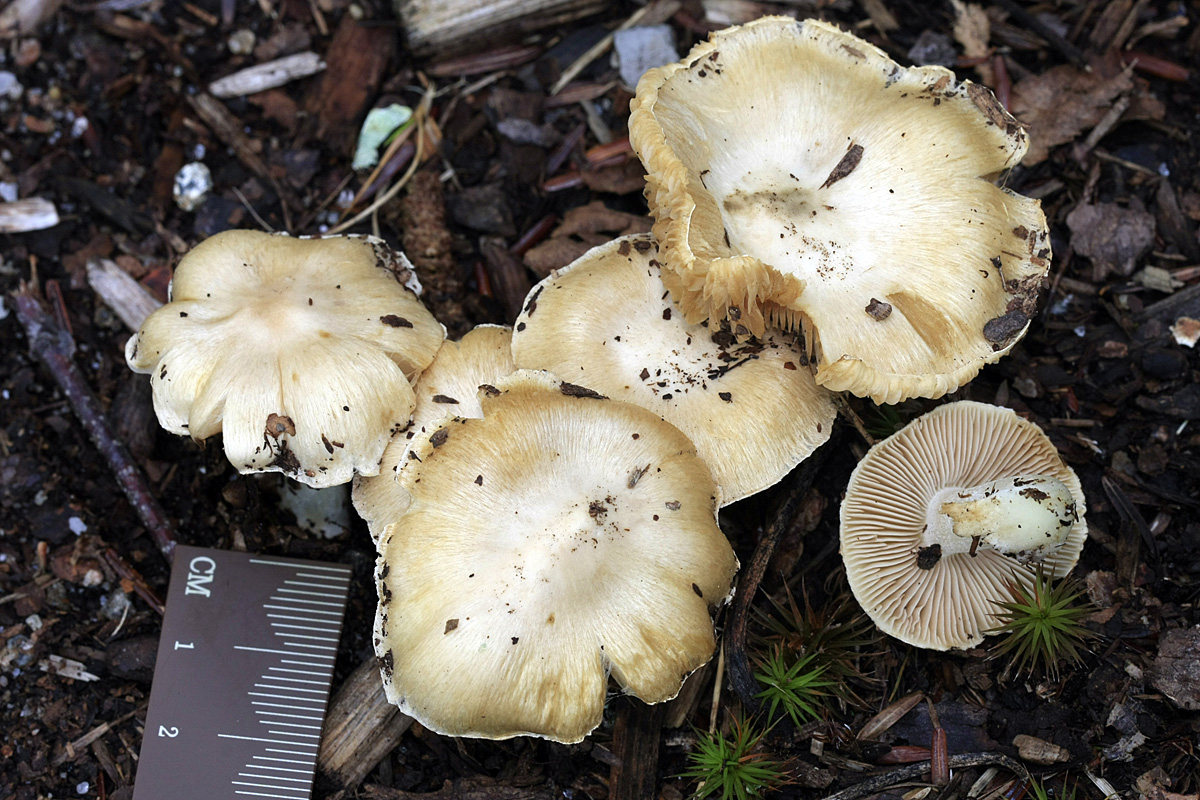
!!!Inocybe sambucina!!!
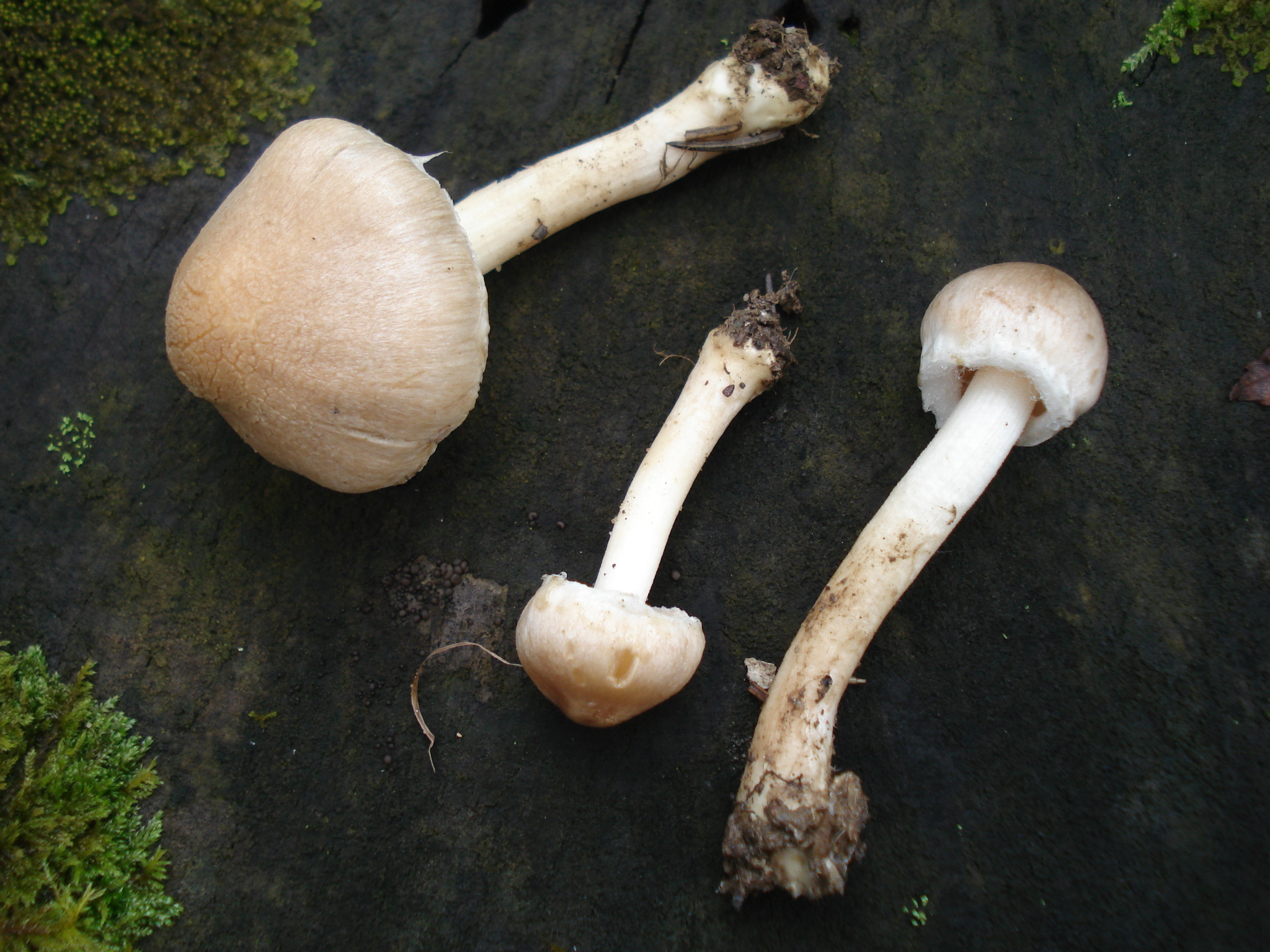
!!!Inocybe sindonia!!!
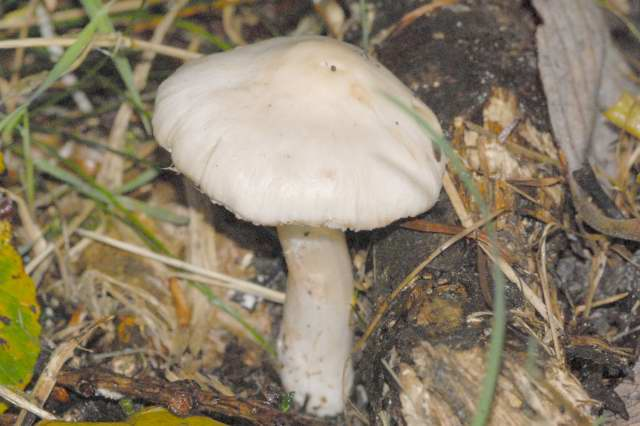
!!!Inocybe whitei!!!
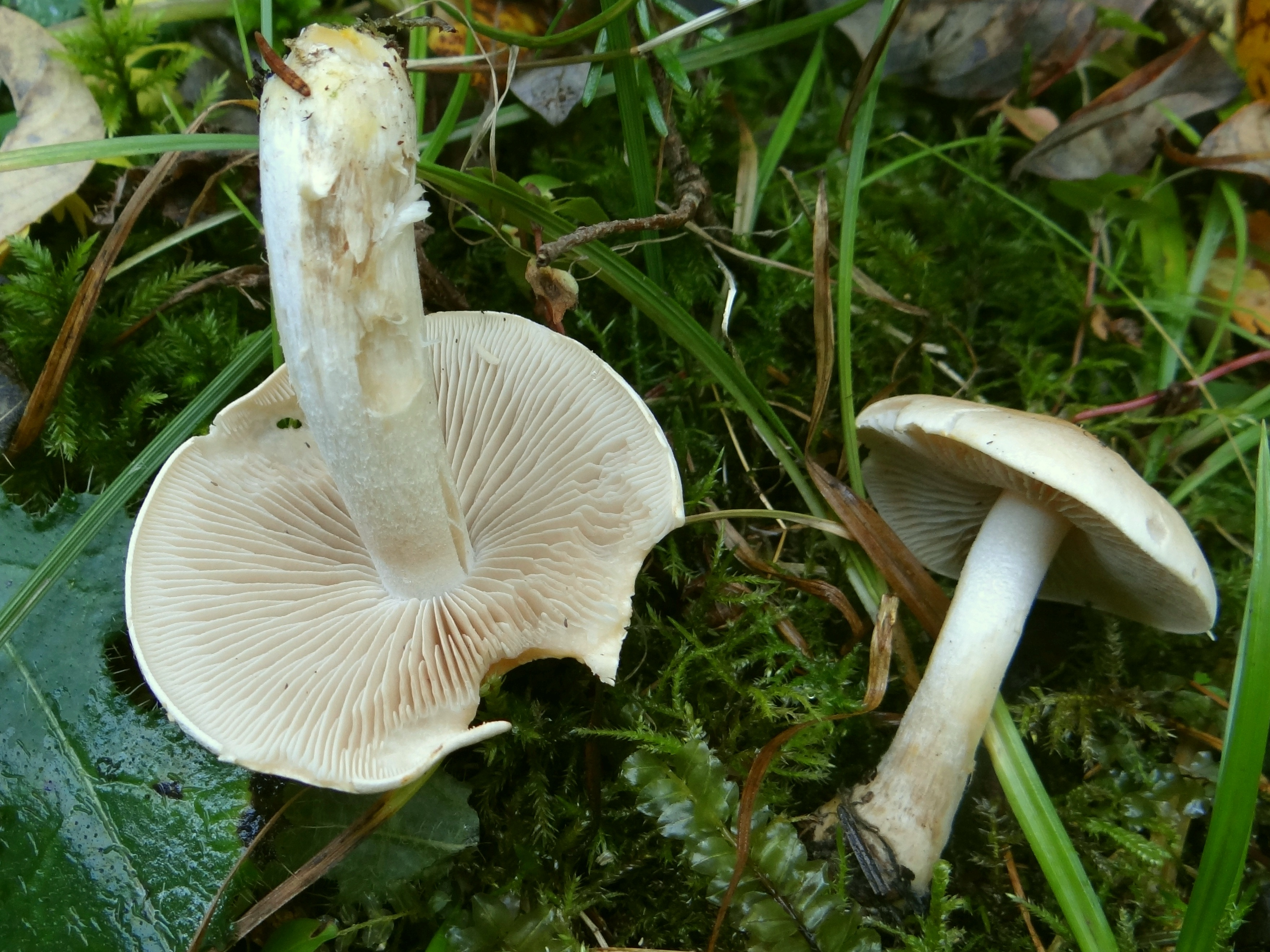
!Tricholoma album!
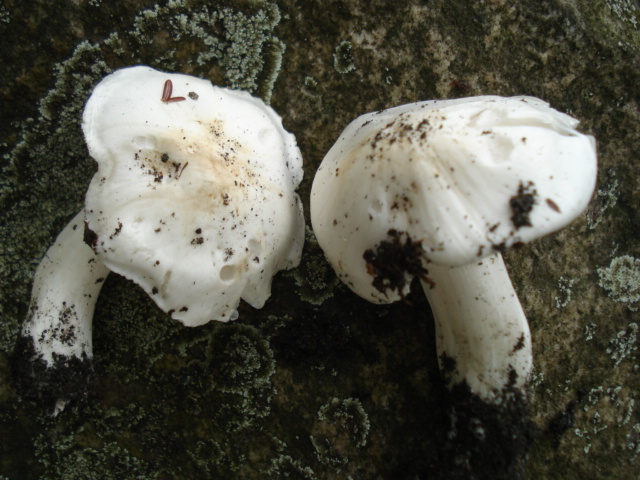
Tricholoma columbetta

## Valorificare
Inocybe umbratica conține muscarină, astfel ar  provoca intoxicații severe în caz de ingerare, dar cazuri cu un rezultat fatal nu sunt cunoscute.
| Nu mâncați niciodată bureți de genul Tricholoma iuți și/sau amari pentru că provoacă mereu tulburări gastrointestinale, parțial foarte severe. |